# John Moloney (rugby à XV)
Pour les articles homonymes, voir Moloney.
Pas d'image ? Cliquez ici

a Compétitions nationales et continentales officielles uniquement.

b Matchs officiels uniquement.
Dernière mise à jour le 10 juin 2025.
John Moloney est né le 27 août 1949 à Limerick (province de Munster, Irlande). C'est un joueur de rugby à XV, sélectionné en équipe d'Irlande de 1972 à 1980 au poste de demi de mêlée.

## Carrière
John Moloney obtient sa première cape internationale le 29 janvier 1972, à l'occasion d'un match contre la France dans le cadre du Tournoi des Cinq Nations. Son dernier match international se situe également pendant le Tournoi, le 15 mars 1980 contre le pays de Galles.
Il fait partie de l'équipe d'Irlande qui a gagné le Tournoi en 1973 et en 1974, sous la conduite de son capitaine Willie-John McBride.
Il est quatre fois capitaine de l'équipe d'Irlande.
Il évolue en club dans l'équipe du St. Mary's College RFC.

## Palmarès
- 27 sélections
- Sélections par année : 3 en 1972, 6 en 1973, 6 en 1974, 4 en 1975, 1 en 1976, 4 en 1978, 2 en 1979 et 2 en 1980,
- Huit Tournois des Cinq Nations disputés : 1972, 1973, 1974, 1975, 1976, 1978, 1979 et 1980
- Deux fois vainqueur du Tournoi des Cinq nations en 1973 (victoire partagée) et en 1974.